# Cesare Levi
Cesare Levi (Trieste, 1874 – Campo Tures, 1926) fue un periodista, crítico teatral e histórico italiano.

## Biografía
Fue director de la Revista teatral italiana desde 1904 a 1915. Colaboró con el Il Marzocco, la Nuova Antologia etc y fue crítico teatral de La Nazione y del Nuovo Giornale.
Conocido en el ambiente teatral con el sobrenombre (apodo) de Cesarone, escribió sobre varias sagas de la historia del teatro, sobre todo italiano y francés.
Estudioso de Molière, dedicó al comediógrafo francés una monografía y una colección de ensayos, Studi moleriani (1922).
Hermano del científico y anatomista Giuseppe Levi, fue mencionado a menudo por su nieta Natalia Ginzburg en Lessico famigliare.

## Obras
- Napoleone e il teatro, en Il secolo XX, n. 3, a. XII, 19..
- Letteratura drammatica. Milano, Ulrico Hoepli, 1900
- Alfieri sulle scene. Firenze, Tip. di M. Ricci, 1903
- Il Metastasio sulle scene, en Rivista teatrale italiana, a. 5, v. 9, abril 1905
- Saggio sulla bibliografia italiana di Molière. Firenze, Olschki, 1906
- Saggio bibliografico su Pietro Cossa venticinque anni dopo la sua morte. Prato, Officina tipo-litografica dei fratelli Passerini, 1906
- La critica metastasiana in Italia: saggio bibliografico. Firenze, Tip. Galileiana, 1908 (già pubblicato in: Rivista teatrale italiana, a. 7., vol. 12., fasc. 5-9,12; a. 8., vol. 13., fasc. 1-4; a. 9., vol. 14., fasc. 1-6)
- Le pubblicazioni del centenario goldoniano, in Rassegna bibliografica della letteratura italiana, 1908. Pisa, F. Mariotti, 1908
- Il teatro di Libero Pilotto. Venezia, Istituto veneto di arti grafiche, 1910
- Illustri filodrammatici d'altri tempi, en La Lettura, julio 1914
- Marco Praga. Roma, Nuova Antologia, 1915
- La Rachel, en La Lettura, 1918
- Il teatro. Roma, Istituto per la propaganda della cultura italiana, 1919
- La satira dei medici nell'antico teatro, en La Lettura, noviembre 1919
- Sabatino Lopez. Roma, Nuova Antologia, 1º octubre 1919
- Virginia Reiter. Milano, Modernissima, 1920
- Giacinta Pezzana, en Nuova Antologia, 1. enero 1920
- L'autore della Bella Elena (nel primo centenario della nascita), en La Lettura, marzo 1920
- Profili di attori. 1: Gli scomparsi. Milano, Sandron, 1923
- Autori drammatici francesi (Emilio Augier, Ottavio Feuillet, Vittoriano Sardou, Giulio Lemaitre, Enrico Lavedan, Eugenio Brieux, Alberto Guinon, Emilio Fabre, Flers e Caillavet, Giorgio Courteline). Firenze, Le Monnier, 1923
- Il creatore del Burbero benefico, Preville, en La Lettura, enero 1924
- Paolo Ferrari nelle sue pubblicazioni, in Nuova Antologia, 1º abril 1925
- Giorgio Courteline, in Rivista d'Italia, vol. 3, fasc. 4 1920